# Francs-côtes-de-bordeaux
Le francs-côtes-de-bordeaux, ou plus simplement le francs, est un vin français du vignoble de Bordeaux, produit autour de Francs, dans le Libournais.
L'ancienne dénomination géographique « côtes-de-francs » a existé au sein de l'appellation bordeaux (le bordeaux-côtes-de-francs) de 1967 à 2008, puis à partir de la vendange 2009 est devenue la dénomination « francs » au sein de l'appellation côtes-de-bordeaux. La dénomination est réservée aux vins tranquilles rouges, blancs secs et blancs liquoreux.

## Historique
Bien qu'à proximité de l'aire de production du saint-émilion, les vignes autour de Francs ne produisaient pas un vin réputé. En 1874, « En allant de Lussac à Monbadon et à Saint-Cibard, nous laissons sur notre gauche les communes de […] Tayac et Francs font partie du canton de Lussac et où de nombreux petits propriétaires récoltent des vins rouges et des vins blancs ordinaires ». Le décret du 26 mai 1967 reconnait officiellement le « Côte de Francs », mais comme une dénomination au sein de l'appellation bordeaux (il modifie le décret concernant cette AOC datant de 1936).
En 1985, les syndicats de producteurs de la dénomination bordeaux-côtes-de-francs, ainsi que des appellations côtes-de-castillon, premières-côtes-de-blaye et premières-côtes-de-bordeaux (alors aussi en rouge) décident de mettre en commun leurs efforts publicitaires, avec l'« association des 5 Côtes de Bordeaux ». En 2007, l'association devient l'« Union des Côtes de Bordeaux », qui obtient en 2008 de l'INAO la création de la nouvelle appellation côtes-de-bordeaux avec la possibilité de rajouter une dénomination (Blaye, Francs, Castillon ou Cadillac). Le cahier des charges de l'appellation est acté par le décret du 29 octobre 2009. Il est ensuite modifié en décembre 2011 (passage en AOP), puis en novembre 2016 (intégration de l'ancienne appellation sainte-foy-bordeaux) et enfin en novembre 2021.

## Situation géographique
| \| Bordeaux Francs \| L'aire d'appellation, à la limite avec la Dordogne. |
| Bordeaux Francs                                                           |

Située à une cinquantaine de kilomètres au nord-est de Bordeaux, c'est, parmi les appellations et dénominations du vignoble de Bordeaux, l'une des plus petites et la plus orientale du département. Le vignoble couvre un potentiel de 525 hectares répartis sur trois communes : Francs, Saint-Cibard et Tayac. C'est une des plus petites appellations du vignoble de Bordeaux avec ses approximativement 360 hectares déclarés et une quarantaine de viticultrices et viticulteurs.

### Géologie
Le sous-sol se compose au sud de calcaire à Astéries recouvert de molasses calcaires dites de « l’Agenais » et dans le reste de l’appellation de molasses calcaires dites « du Fronsadais »,.

### Climatologie
Le climat océanique autour de Francs a le plus d'influence continentale du département de la Gironde, avec un dénivelé d'altitude de plus de 100 mètres, point culminant depuis la façade atlantique à l'est de Libourne, 8 km de Saint-Émilion et Pomerol entre les vallées de l'Isle et de la Dordogne.
Malgré son exposition à dominante est, il bénéficie d’un excellent ensoleillement, avec une faible pluviométrie. Les températures sont plus basses en hiver, plus élevées en été – de 2 à 3 °C – que sur les terrains alentours.

## Vignoble
Selon les Douanes, la superficie revendiquée en 2023 sous l'appellation est de 361 hectares.

### Encépagement
Le cahier des charges autorise le même encépagement que pour toutes les dénominations de l'appellation côte-de-bordeaux.
Pour les vins rouges, les cépages principaux sont le cabernet sauvignon N, le cabernet franc N, le côt N (ou malbec) et le merlot N ; comme cépages accessoires, sont autorisés le carménère N et le petit verdot N. La proportion du cépage carménère N est inférieure à 10 % de l’encépagement et celle du cépage petit verdot N à 15 % de l’encépagement.
Pour les vins blancs, les cépages principaux sont le sauvignon B, le sauvignon gris G, le sémillon B et la muscadelle B ; les cépages accessoires sont le colombard B et l'ugni blanc B. La proportion de l’ensemble des cépages accessoires est inférieure ou égale à 15 % de l’encépagement.
Le vignoble est complanté, chaque producteur ayant ses propres assemblages. D'une façon générale, l'encépagement de l'aire de production est pour les vins rouges d'environ 60 % de merlot (majoritaire comme dans l’ensemble du Libournais), 25 % de cabernet sauvignon et de 15 % de cabernet franc. Il y a aussi quelques parcelles de malbec et de cépages oubliés. En ce qui concerne les vins blancs, le sémillon domine avec 60 %, complété par 32 % de sauvignon et 8 % de muscadelle.

### Production et rendements
Les rendements maximum et plafond (butoir) sont :
- 52 à 65 hl/ha pour le rouge ;
- 62 à 72 hl/ha pour le blanc ;
- 37 à 40 hl/ha pour le blanc liquoreux[4].

Les rendements officiels récents de l'appellation francs-côtes-de-bordeaux rouge sont :
| Année | Superficie (ha) | Production (hl) | Rendement (hl/ha) |
| ----- | --------------- | --------------- | ----------------- |
| 2019  | 381             | 15 576          | 41                |
| 2020  | 400             | 8 283           | 21                |
| 2021  | 390             | 12 510          | 32                |
| 2022  | 343             | 13 700          | 40                |
| 2023  | 346             | 11 768          | 34                |
| 2024  | 302             | 9 872           | 33                |

et pour le blanc sec : 
| Année | Superficie (ha) | Production (hl) | Rendement (hl/ha) |
| ----- | --------------- | --------------- | ----------------- |
| 2019  | 14              | 605             | 43                |
| 2020  | 17              | 494             | 29                |
| 2021  | 15              | 637             | 42                |
| 2022  | 15              | 622             | 42                |
| 2023  | 15              | 715             | 48                |
| 2024  | 14,94           | 569             | 38                |

À noter que les données de production des blancs liquoreux ne sont pas publiées par le Service des Douanes, le nombre de producteurs (et la production) étant trop réduit.  D'après certaines sources, la production serait de 15 hl par an

## Vins

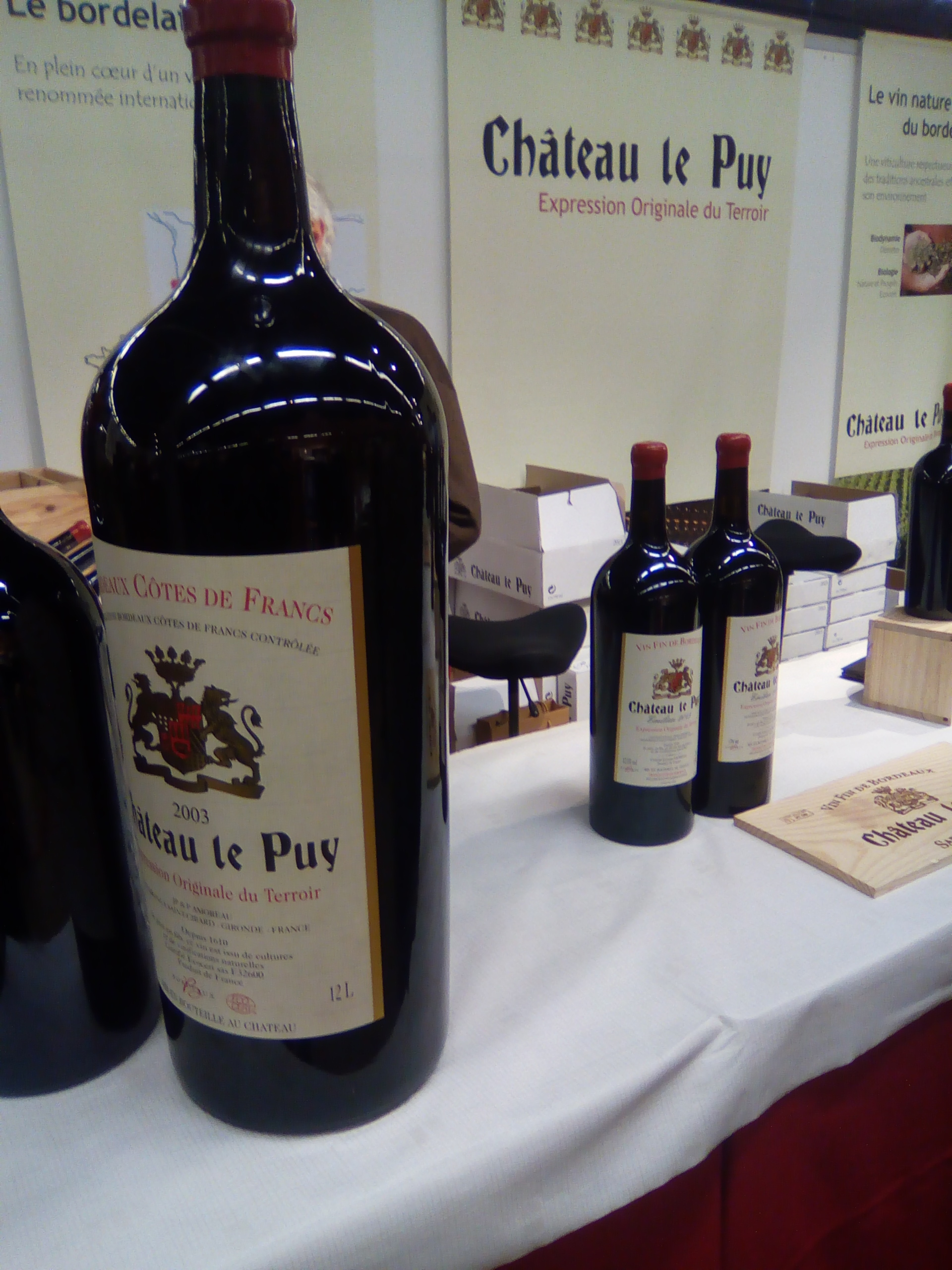
Du bordeaux-côtes-de-francs 2003 (Château Le Puy).

La production déclarée en 2023 a été d'un total de 12 482 hectolitres (un hectolitre = 100 litres = 133 bouteilles de 75 cl), dont 11 768 hl de rouge, 714 hl de blanc et quelques liquoreux (même méthodes que sauternes, barsac, monbazillac, etc. avec la pourriture noble, le Botrytis cinerea).

### Cahier des charges
Le cahier des charges de l'AOC côtes-de-bordeaux inclut certains critères quantitatifs plus exigeants pour les dénominations géographiques complémentaires. Ces critères sont les suivants pour le francs-côtes-de-bordeaux :
- les vignes sont taillées avec un maximum de 12 yeux francs par pied, (contre 14 pour l’appellation d’origine contrôlée côtes-de-bordeaux) ;
- la charge maximale moyenne à la parcelle est fixée à 8 500 kg par hectare, correspondant à un nombre maximum de 15 grappes par pied pour le vin rouge, (contre 9 000 kg et 17 grappes)  ;
- la richesse minimale en sucre des raisins doit être de 198 g/l pour le merlot N et de 189 g/l pour les autres cépages en rouge (contre 189 g/l et 180 g/l) ;
- le titre alcoométrique volumique naturel minimum est de 11,5 % pour le vin rouge (contre 11 %) ;
- le rendement est de 52 hl/ha pour le vin rouge (contre 55 hl/ha)[4].

### Dégustation
Les vins rouges ont une robe couleur soutenue, limpide et profonde. Ils dégagent des arômes de vanille et des notes évoquant les fruits bien mûrs, la venaison, le pain grillé, mais également le pruneau, la myrtille, le cuir, la truffe ou le sous-bois. Ils sont charpentés, avec une solide constitution. Dès l'attaque, on sent leur côté corsé et leur bonne matière. Suit un bon développement tannique. Ils s'associent avec les viandes rouges, les viandes blanches, les volailles, les petits gibiers et les fromages,.
Les vins blancs secs ont une robe jaune à reflets verts. Leur bouquet va des parfums fruités aux notes grillées. On retient le genêt, le buis, les fruits secs, la figue, la poire, les agrumes, la vanille, les fleurs séchées ou le miel. Ils sont nerveux et amples. Vifs à l'attaque, les vins blancs évoluent avec du gras et de l'élégance. Soutenue par un certain boisé, la structure des meilleurs vins est ample et grasse. Ils s'associent avec les poissons et les fruits de mer,.
Les vins blancs liquoreux sont moelleux et s'associent avec le foie gras.

## Producteurs
Nombre d'exploitants en directs : 41 propriétés et deux caves coopératives.
Principaux pays importateurs de francs : Europe, États-Unis, Canada, Japon, Chine et Australie.
Quelques vins de l'appellation :
- Château Ad Francos (au château de Francs) ;
- Château Clos Fontaine (famille Thienpont) ;
- Château Cru Godard ;
- Château Lalande de Tifayne ;
- Château Laulan ;
- Château le Puy ;
- Château Marsau (famille Chadronnier) ;
- Château Moulin de Gueyraude ;
- Château Nardou ;
- Château Puyanché ;
- Château Puyfromage ;
- Château Puygueraud (famille Thienpont) ;
- etc.